# Bleggio
Bleggio è stato un comune italiano della Venezia Tridentina.

## Storia
Costituito con il regio decreto n. 1170 del 6 maggio 1928 con i territori di Bleggio Inferiore e Bleggio Superiore, fu soppresso nel 1947 per ricostituzione dei comuni di Bleggio Inferiore e Bleggio Superiore. Nel 2009 Bleggio Inferiore è stato aggregato a Lomaso per costituire il comune di Comano Terme.

### Simboli
Lo stemma del comune di Bleggio era stato concesso con regio decreto del 3 ottobre 1929 e venne successivamente ripreso dal comune di Bleggio Superiore. I colori rosso e azzurro derivavano da quelli delle principali famiglie locali, i Marani (blu) di Bleggio Superiore e i Cillà (rosso) di Bleggio Inferiore.